# Conradin Perner

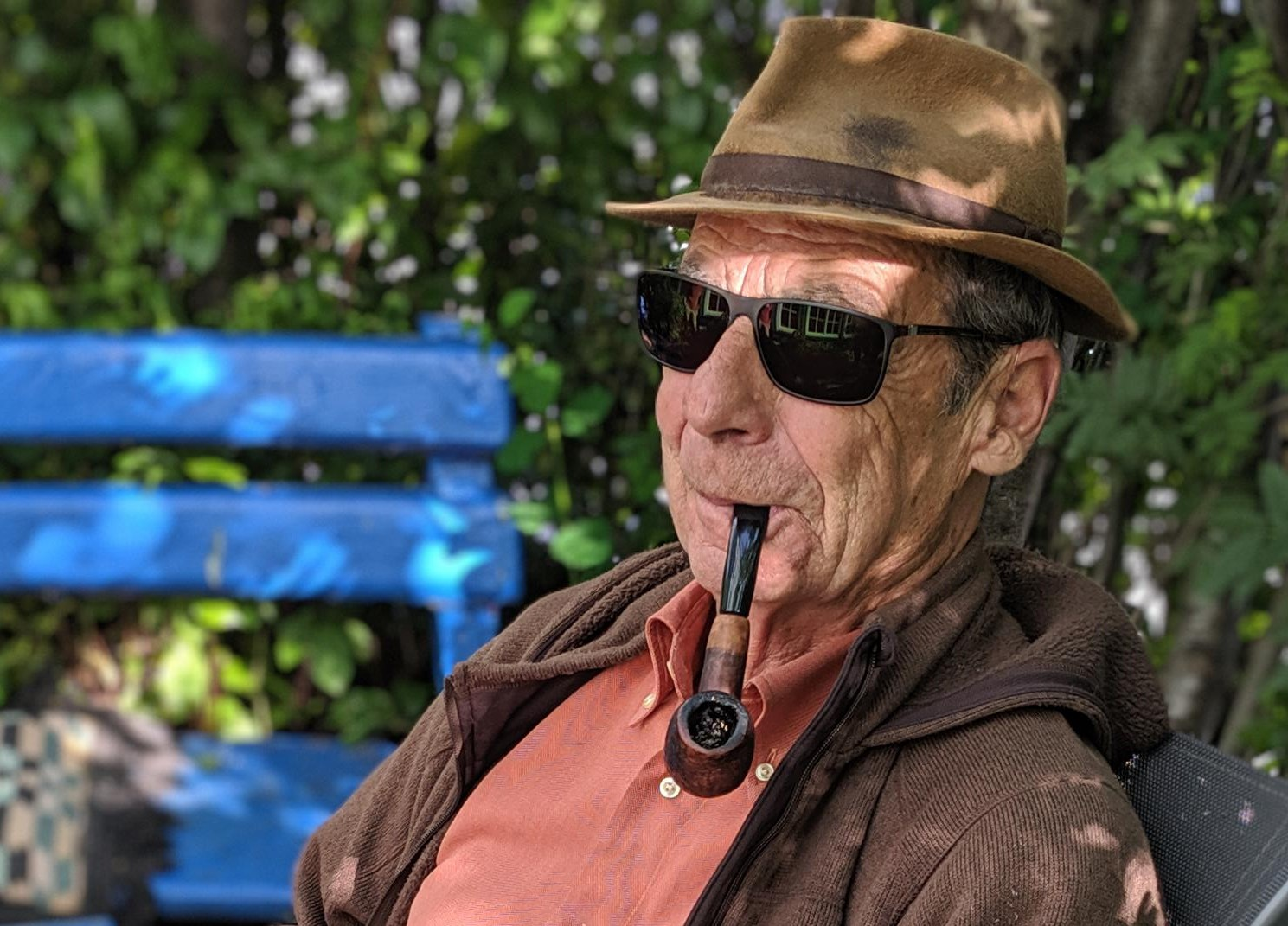
Conradin Perner (2019)

Conradin Perner (* 31. August 1943 in Davos) ist ein Schweizer Humanist und Forscher. Er wurde als Literaturprofessor, Ethnograph und Delegierter des Internationalen Roten Kreuzes (IKRK) sowie durch sein Engagement im Südsudan bekannt. Dort lebte er sieben Jahre nahezu ununterbrochen bei den Anuyak, einem nilotischen Volk beidseits der äthiopisch-sudanesischen Grenze, und erstellte eine umfassende Monografie. Viele Jahre wirkte er als Friedensberater der Schweizer Regierung im Südsudan.

## Leben und Wirken
Nach den Literaturstudium in Frankreich, Schweden und Zürich schrieb Perner seine Dissertation in Vergleichender Literaturwissenschaft mit dem Titel Gunnar Ekelöfs Nacht am Horizont und seine Begegnung mit Stéphane Mallarmé. Von 1969 bis 1971 war er Professor für französische Sprache und Literatur an der Freien Universität des Kongos in Kisangani. Anschliessend war er drei Jahre als Delegierter des Internationalen Roten Kreuzes in Bangladesch, Vietnam und Indien tätig.
Perner übernahm Ende 1974 bis 1976 den Lehrstuhl für französische Literatur an der Universität von Khartum. Später organisierte er seine erste Reise in den Südsudan zur Vorbereitung eines Forschungsprojekts über mündliche Literatur. Von 1976 bis 1983 forschte er beim Stamm der Anuyak im Südsudan, ermöglicht durch den Fonds zur Förderung des akademischen Nachwuchses der Universität Zürich und den Schweizerischen Nationalfonds für wissenschaftliche Forschung. Das Resultat sind eine achtbändige Monografie, ein vierbändiges Wörterbuch, eine Grammatik und eine Sammlung mit Mythen, Liebesliedern, Spottversen und Gleichnissen der Anyuak.
Von 1989 bis 1992 war er Delegierter des IKRK im Sudan, zunächst in Subdelegationen, danach als Verantwortlicher der Delegation für den Südsudan in Lokichokio. Dramatische Kriegserlebnisse, besonders auch die Rettung der 10'000 Kindersoldaten (lost boys) begleiteten Perners Arbeit. Er war von 1993 bis 1994 Berater für den Südsudan des IKRK, von UNICEF und weiteren 45 Organisationen. Von 1995 bis 1999 war er danach IKRK-Delegierter in Afghanistan, Usbekistan, Kasachstan, Turkmenistan, Kirgisistan und Tadschikistan und ab 2000 Delegierter in Brazzaville, Republik Kongo.
Im Jahr 2002 war Perner erster Kommandant der internationalen Friedenstruppen (JMC) im Sektor der SPLA in den Nuba-Bergen im Sudan. Er war 2008 massgeblich an den Friedensbemühungen im Südsudan beteiligt und wurde im Jahre 2011 zum ersten Ehrenbürger des Südsudan ernannt. Das Volk der Anyuak gab ihm den Namen «Kwacakworo».
Perner war als Gastprofessor an der Universität Paris-Nanterre und der Sorbonne in Paris tätig sowie Berater des Schweizer Aussenministeriums für Friedensbildung im Südsudan (House of Nationalities-Programm). Er veröffentlichte umfangreiche Dokumentationen über Friedensbildung über alle Stämme im Südsudan zu Handen des EDA.
Heute lebt er wieder in seinem Elternhaus in Davos, wo er seine Zeit nach wie vor dem Schreiben widmet und verschiedene philosophische Essays und Geschichten über sein Leben verfasst.

## Publikationen
- Living on Earth in the Sky: the Anyuak. An analytic account of the history and culture of a Nilotic people. holistische Monografie, Zusammenfassung der Forschungsresultate in 8 Bänden, Helbing & Lichtenhahn Verlag, Basel 1994–1996 (Vol. I – The Sphere of Spirituality ISBN 3-7190-1330-8, Vol. II – The Human Territory ISBN 3-7190-1507-6) und Schwabe-Verlag, Basel, 2003–2016 (Vol. III – The Human Being ISBN 3-7965-1272-0, Vol. IV – A personal Life ISBN 978-3-7965-2227-7, Vol. V – The Anyuak Village – Centre of Civilisation (on Social Structures and Justice) ISBN 978-3-7965-3211-5, Vol. VI – The Political Body: Power and Authority ISBN 978-3-7965-3402-7, Vol. VII – Spheres of Action, Anyuak Art ISBN 978-3-7965-3465-2, Vol. VIII – Anyuak Histories. With a Bibliography ISBN 978-3-7965-3552-9).
- Anyuak Religion. In: Journal of Religion in Africa. Vol. II, Leeds, 1992.
- Anyuak – A Luo Language of the Southern Sudan: Dictionary and short Grammar. Human Relations Area Files Inc., Yale, 1990.
- Why did you come if you leave again? An Ethnographer's Footprints among the Anyuak in South Sudan. Autobiographie, erschienen in Farbe, schwarzweiß und als E-Book, Xlibris-Verlag, Bloomington, USA, 2016/2017
- Valeurs et fonctions de la terre. In: Bulletin annuel du Musée d’Ethnographie de le Ville de Genève, No.21–22, Genève, 1978–1979.
- But You Know, Darkness is a Big Thing. A background-report on family attitudes and sexual behaviour in South Sudan. Unicef, Nairobi, 2001.
- Jeder Schritt ein Abenteuer!, Erinnerungen eines IKRK-Veteranen, Autobiographie über die Zeit als Delegierter des IKRK im Südsudan, in Zentralasien, in Afghanistan und im Kongo-Brazzaville, 2018
- Die Anyuak – Bedrohtes Grenzvolk zwischen dem Sudan und Äthiopien, mit Oswald Iten. In: Neue Zürcher Zeitung, Nr. 247, S. 81–85, Zürich, 10. Februar 1983.
- The Reward of Life is Death: Warfare and the Anyuak on the Ethiopian-Sudanese Border In: Conflicts in the Horn of Africa: human and ecological consequences of warfare. Tarje Tvedt (Hg.), Uppsala, 1993.
- Gunnar Ekelöfs Nacht am Horizont und seine Begegnung mit Stéphane Mallarmé. Helbing & Lichtenhahn, Basel 1974, ISBN 978-3-7190-0631-0.